# Hernando Calvo Ospina
Pour les articles homonymes, voir Ospina.

Hernando Calvo Ospina, né le 6 juin 1961 à Cali, est un journaliste, écrivain et réalisateur de documentaires colombien résidant en France.

## Biographie
Étudiant en journalisme à l’Université centrale de l'Équateur à Quito, engagé à gauche et détracteur du gouvernement de son pays, Calvo Ospina fut arrêté et porté disparu le 24 septembre 1985. Ses ravisseurs lui apprirent qu’il avait été capturé dans le cadre d’une opération commune des services de renseignements militaires colombiens et équatoriens. Quelques jours plus tôt, un commando de la guérilla colombienne du Movimiento 19 de Abril, M-19 (« Mouvement 19 avril ») avait séquestré un très riche homme d’affaires équatorien, ce qui déclencha une « chasse aux sorcières » de la part des services de sécurité à l’encontre de tout résident colombien considéré de gauche. Ne trouvant aucune preuve de sa présumée participation dans des organisations de guérilla, il fut finalement envoyé le 4 octobre à la prison García Moreno, où il passa presque trois mois sans procès. Face à une forte pression internationale, le gouvernement du président León Febres-Cordero dut l’autoriser à sortir de prison, mais le fit directement partir pour Lima au Pérou, le 28 décembre 1985. Après deux mois passés dans ce pays, sous la protection du Haut commissariat des Nations unies pour les réfugiés (HCR), le gouvernement du président Alan García le considéra « persona non grata » et exigea son départ. Sous la protection du gouvernement français, il arriva à Paris le 15 mars 1986.
Il dénonça par la suite, auprès d’Amnesty International et d’autres institutions internationales de défense des droits de l’homme, les conditions drastiques de son arrestation et de son internement (notamment coups et décharges électriques).
Durant quatre ans, pour survivre, il fit des ménages dans des bureaux parisiens, avant de pouvoir reprendre son métier de journaliste.
Il a été entraîneur et arbitre de volley-ball, ainsi que danseur passionné et collectionneur de salsa.
Il est l'auteur de plus d'une douzaine d'ouvrages, tous traduits en plusieurs langues : espagnol, français, anglais, italien, allemand, néerlandais, turc, persan, tchèque (voir bibliographie).
Collaborateur du mensuel français Le Monde diplomatique, il a aussi participé à la réalisation de documentaires pour la télévision pour la BBC (Grande-Bretagne), ARTE (France / Allemagne) et ADR (Allemagne). Ces dernières années, il a réalisé plusieurs documentaires, principalement diffusés par la chaîne latino-américaine  Tele Sur. L'un d'eux, « Venezuela, les raisons obscures », a été sous-titré en 17 langues. Sur son canal YouTube, on peut trouver certaines de ses productions et de ses interviews.
En 2005, il fut nommé au « prix Lorenzo-Natali pour les journalistes », de la Commission Européenne, pour l'article « Mercenaires : Les acteurs cachés du conflit colombien », publié en novembre 2004 chez Le Monde diplomatique. Prix créé en 1992 pour récompenser les journalistes engagés pour les droits de l'homme, la démocratie et le développement.
Il a donné des conférences aux côtés de personnalités telles que le dictateur cubain Fidel Castro et le président du Venezuela Hugo Chávez. Il a interviewé le président de l’Équateur, Rafael Correa, ainsi que des figures politiques, intellectuelles ou artistiques : en France, Danielle Mitterrand, le comédien Pierre Richard, et monseigneur Jacques Gaillot; aux États-Unis le sociologue James Petras, le journaliste espagnol Ignacio Ramonet,, ainsi que le commandant de la révolution cubaine Victor Dreke, et l'intellectuel de même nationalité, Abel Prieto
Pour différents reportages, il a rencontré et interviewé Raúl Reyes et Jaime Guaracas, commandants de la exguérilla des FARC , ainsi que les commandants guérilleros de l’ELN Manuel Pérez Martínez (ancien principal dirigeant), Milton Hernández, Ramiro Vargas et Pablo Beltrán.
La préparation de son livre Don Pablo Escobar l’a amené à passer plusieurs jours avec des membres du célèbre «Cartel de Medellin». Pour son livre Perú: los senderos posibles (en français : « Pérou : les possibles sentiers »), il a interviewé de hauts responsables militaires péruviens, ainsi que des cadres et des sympathisants de l’organisation Sentier lumineux.
À Miami et à New York, il a interviewé des dirigeants d’organisations qui ont été désignées responsables de crimes et attentats terroristes, tous d’origine cubaine, Orlando Bosch Avila (†), Nazario Sargent (†), José « Pepe » Hernández et José Basulto. Ces interviews sont publiées dans le livre Dissidents ou mercenaires ?.
Entre le 1er et le 5 décembre 2004, à Caracas, au Venezuela, il a participé à la Rencontre mondiale des intellectuels et des artistes pour la défense de l'humanité, qui a réuni plus de 400 représentants de 52 pays et de cultures diverses. C'est là qu'a été consolidée l'idée qui avait été avancée l'année précédente par des intellectuels du Mexique et de Cuba. Depuis lors, il est l'une des forces motrices du REDH.
En janvier 2005, le documentaire The Secret of the Bat: Bacardi - Between Rum and Revolution (en français : « Le secret de la chauve-souris: Bacardi, entre rhum et révolution »), a reçu la médaille de bronze (Bronze World Medal) du New York Film Festival. Ce documentaire s’inspire du livre Rhum Bacardi : CIA, Cuba et Mondialisation, de Calvo Ospina, qui participe aussi en personne au film.
Le 5 février 2009, il a donné une conférence sur « Les sociétés militaires privées en Colombie », lors de la Journée d'étude « Privatisation de la violence », organisée par le Centre de recherche des Écoles de Saint-Cyr Coëtquidan (CREC), haute école de formation des officiers de l'armée de terre française.

## Les États-Unis le placent sur la «No Fly List»
Fervent critique de ce qu'il considère comme du terrorisme d’État en Colombie, comme de la politique agressive des États-Unis, notamment en Amérique latine, il découvre le 18 avril 2009 qu’il figure sur la « No Fly List » des autorités américaines, lorsque l’avion dans lequel il se trouve reçoit l’interdiction de survoler l’espace aérien des États-Unis « pour des motifs de sécurité nationale ». Un avion d’Air France qui se dirigeait vers Mexico, en provenance de Paris, sans escale aux États-Unis,,
Le 6 mai 2012, Calvo Ospina devait voyager de Madrid à La Havane par la compagnie aérienne espagnole Air Europa. Avant d'obtenir sa carte d'embarquement, un agent de la compagnie l'a emmené chez un homme qui s'est présenté comme un fonctionnaire de l'ambassade des États-Unis qui lui a déclaré qu'il ne pouvait pas prendre ce vol parce qu'il passerait 5 minutes au-dessus de l'espace aérien de son pays, et que son nom figurait sur la liste d'interdiction de vol, la « No Fly List »,
Le 8 septembre 2018, la carte d'embarquement lui a de nouveau été refusée. Or, c'était à l'aéroport parisien d'Orly, quand il avait l'intention de se rendre à Cuba par la compagnie française CORSAIR. Le responsable de l'entreprise lui a donné le numéro de téléphone du bureau qui avait donné l'ordre : ils ont répondu de la Transportation Security Administration, TSA, à Washington
Le 19 mars 2024, il a encore une fois été interdit d'embarquement dans un avion, cette fois-ci, de Cubana de Aviación. Bien qu'il se rendait à Cuba par cette compagnie, l'enregistrement des passagers a été effectué par le système d'Iberia, qui a transmis  l'information aux autorités étasuniennes, qui ont bloqué la possibilité de l'enregistrer. Le plus surprenant est que l'avion devait entrer à Cuba via Santiago de Cuba, loin de l'espace aérien étasunien.
Le cas de Calvo Ospina a été utilisé par le journal espagnol El País pour expliquer pourquoi les autorités européennes et leurs compagnies de transport acceptent que les États-Unis prennent ces décisions, même si les passagers ne vont pas descendre sur leur territoire.

## La France lui refuse la nationalité
Le 22 septembre 2011, le gouvernement français lui a refusé la nationalité française. La lettre envoyée par le ministère de l'Intérieur indiquait que cette décision avait été prise en raison de ses "relations avec la représentation cubaine à Paris", et de "sa proximité avec l'idéologie castriste". Il lui était également reproché d'avoir rencontré des membres des FARC (« groupe qualifié de terroriste par la position commune du Conseil de l’Union européenne », en 2001) "dans le cadre de ses activités de journaliste", et que, « pour ces deux raisons », il fait partie d’une liste américaine de personnes interdites de survol de l’espace aérien des États-Unis
Il lui est en outre rappelé les « propos virulents », qu’il revendique, tenus contre la France en 2003 (lorsqu’il écrivait dans un quotidien cubain que « la diplomatie française joue avec le feu »), « critiquant sévèrement la politique étrangère de la France dans son alignement sur les mesures de rétorsion prises par I'Union européenne envers le régime castriste ». En conclusion, son « loyalisme à l’égard de la France et de ses institutions » n’est pas avéré.
De nombreuses personnalités politiques et intellectuelles en France, ainsi qu’environ 10 000 personnes ont exprimé leur solidarité avec l'écrivain et ont protesté auprès du gouvernement.
Calvo Ospina a porté l'affaire devant les tribunaux, y compris devant le Conseil d'État, mais le refus a toujours été entériné. Il est à noter que Calvo Ospina, en plus de vivre en France depuis trois décennies, a deux enfants avec une citoyenne française. Il n'a jamais eu le moindre problème judiciaire dans ce pays.

## Reconnaissance de sa carrière intellectuelle
Le 18 juillet 2016, sur proposition de l'Assemblée municipale du pouvoir populaire de Guantánamo, à Cuba, il s'est vu remettre une réplique de « La Fama », le symbole de cette ville, et son sceau commémoratif, après la première de son documentaire « Guantánamo nous appartient » l'Institut cubain d'amitié avec les peuples, ICAP, lui a également remis un prix, des mains de son vice-président de l'époque et Héros de la république de Cuba, Fernando González Llort. Les deux prix lui ont été décernés pour son « activisme en faveur de Cuba et de ses vérités ». « Pour avoir contribué à la diffusion de la vérité sur Cuba dans le monde, si souvent déformée par les grandes sociétés transnationales d'information ».
Le 22 avril 2025, à l'occasion de la Journée mondiale du livre et du droit d'auteur, proclamée par l'UNESCO en novembre 1995, la délégation de la République bolivarienne du Venezuela auprès de cette institution mondiale lui a décerné la Médaille commémorative de l'UNESCO du bicentenaire de la naissance de Simon Bolívar, pour sa « carrière professionnelle et intellectuelle ».

## Membre de sociétés d'intellectuels en France
Il est membre de la Société des gens de lettres, SGDL, une association privée française. Elle a été fondée à Paris le 16 avril 1838, sur une idée de Louis Desnoyers, soutenue par Honoré de Balzac
Il fait partie de la Société des Auteurs et Compositeurs Dramatiques (SACD), fondée le 3 juillet 1777 à Paris par Pierre-Augustin Caron de Beaumarchais 

## Ouvrages
- Perú: los senderos posibles (coauteur Katlijn Declercq) Txalaparta, Tafalla, Espagne, 1994  (ISBN 8-4813-6929-2)
- Salsa. Esa Irreverente Alegría, Txalaparta, Tafalla, Espagne, 1996  (ISBN 8-4813-6027-9)
- Ah, die Belgen!, EPO, Anvers, 1996  (ISBN 9-0644-5957-6)
- Dissidents ou mercenaires ? Des États-Unis à l'Europe pour déstabiliser Cuba (coauteur Katlijn Declercq) EPO, Bruxelles, 1998  (ISBN 978-2-8726-2135-4)
- La parole aux Cubains. EPO, Bruxelles, 1999  (ISBN 2-8726-2167-9)
- Rhum Bacardi. CIA, Cuba et Mondialisation, préface de James Petras, EPO, Bruxelles, 2000  (ISBN 978-2-8726-2178-1)
- Sur un air de Cuba, préface de Pierre Richard, Le Temps des cerises, Paris, 2005  (ISBN 978-2-8410-9543-8)
- Colombie, derrière le rideau de fumée. Histoire du terrorisme d'État, préface d'Ignacio Ramonet, Le Temps des cerises, Paris, 2008  (ISBN 978-2-8410-9720-3)
- L'équipe de choc de la CIA, Le Temps des cerises, Paris, 2009  (ISBN 9782841098057)
- Tais toi et respire! Torture, Prison Et Bras D'honneur, Bruno Leprince, Paris 2013  (ISBN 978-2-36488-046-7)
- Colombie : répression et insurrection, Bruno leprince, Paris 2014  (ISBN 978-2-36488-092-4)
- Latines, belles et rebelles, Le temps des cerises, Paris 2015  (ISBN 978-2-3707-1046-8)
- No fly list et autres contes exotiques, Bruno leprince, Paris 2019  (ISBN 978-2-36488-145-7)
- Un navire français explose à Cuba, Investig'Action, Bruxelles 2021  (ISBN 978-2-930827-79-7)

## Documentaires
- Blocus contre Cuba : https://www.youtube.com/watch?v=ChESkBcXDEQ&t=156s
- Envers et Contre Tout (Le Blocus US contre Cuba) : https://www.youtube.com/watch?v=gAgYYU_lJAo
- Guantánamo nous appartient : https://www.youtube.com/watch?v=svHXe0FV-X0
- Venezuela, les raisons obscures : https://www.youtube.com/watch?v=ZT8d5LQseCo&t=891s
- L'ÉNIGME DU BATEAU "LA COUBRE" : https://www.youtube.com/watch?v=ou_j25klv04&t=16s
- IMAGENES : "De l'importance de prendre le temps d'observer" : https://www.youtube.com/watch?v=ABWF1ELoWk8&t=21s
- La fabrique de la Haine contre Cuba : https://www.youtube.com/watch?v=4f-TgB1g1WA